# Apoyeque
De Apoyeque is een pyroclastisch schild (schildvulkaan) in het Natuurreservaat Schiereiland Chiltepe in het departement Managua in Nicaragua. Het heeft een 2,8 kilometer breed en 400 meter diepe gevulde caldera.
Zo'n acht kilometer naar het zuidoosten ligt de stad Managua. Rond het schiereiland en de vulkaan ligt het Managuameer. Ten noordwesten ligt aan de andere zijde van het meer op ongeveer 20 kilometer afstand de vulkaan Momotombo.

## Geografie
Apoyeque is een vulkanische groep die het hele schiereiland Chiltepe inneemt en is een deel van de pyroclastische schildvulkaan. Deze schildvulkaan is een van de drie ignimbrieten schilden van Nicaragua.
In het midden van de vulkaan bevindt zich het Apoyequemeer (Spaans: Laguna de Apoyegue, ook Laguna de Apoyaque, Laguna Apoye of Laguna Apoyo genoemd) met een oever die 100 meter onder de top van de caldera ligt. De bodem van dit meer reikt tot aan zeeniveau.
Onmiddellijk ten zuidoosten van de top van Apoyeque ligt het 2,5 bij 3 kilometer brede Xiloá (Jiloá) Maar. Het maar is gevuld met water en is onderdeel van het Apoyeque-complex.

## Vulkanologie
Apoyeque heeft een vulkanische explosiviteitsindex (VEI) van 6, de op een na hoogste. De vulkaan had een van de grootste explosies in de bekende geschiedenis en is voor het laatst uitgebarsten in ongeveer 50 v.Chr.
Naast de Chiltepekoepel (vulkaan Chiltepe), die als synoniem gebruikt voor de Apoyeque, bevat het Apoyequecomplex de Jiloacaldera (Laguna de Jiloa aka Xiloá), de Mirafloreskoepel en de Cerro Talpetatekoepel.
De pyroclastische stromen van puimsteen die de Laguna Xiloá zo'n 6100 jaar geleden produceerde bedekken vergelijkbare afzettingen van dezelfde leeftijd die afkomstig zijn van de Masaya.

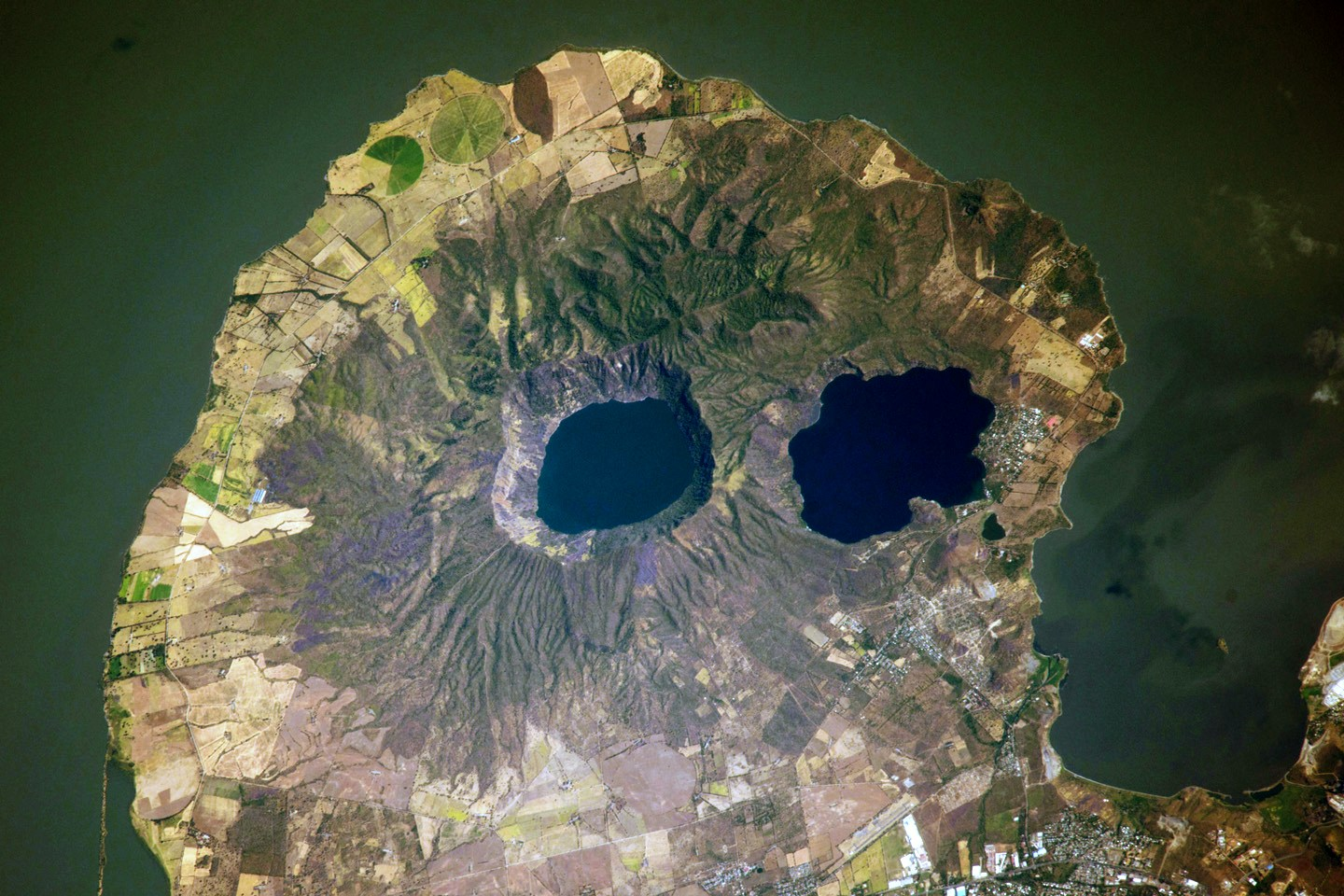
Chiltepe schiereiland en Apoyeque gezien vanuit de ISS